# Patrick Tambay
Daniel Patrick Charles Maurice Nasri Tambay, ou somente Patrick Tambay (Paris, 25 de junho de 1949 – 4 de dezembro de 2022), foi um automobilista francês de Fórmula 1.

## Carreira
Tambay estreou na Fórmula 1 pela equipe Surtees, atuando apenas no Grande Prêmio da França de 1977, sendo que as demais corridas da temporada ele atuou pela Theodore, pilotando um Ensign N177. Posteriormente ele correu pela McLaren entre 1978 e 1979. Regressou à Fórmula 1 na equipe Theodore na temporada de 1981, marcando 1 ponto na prova inaugural do certame GP do Oeste dos Estados Unidos ficando lá até o GP da Espanha (sétima etapa) e a partir do GP da França migrou para a equipe Ligier. Em 1982, foi lhe oferecido um lugar na Ferrari depois da morte do canadense Gilles Villeneuve. Ele venceu o GP da Alemanha daquele ano depois que Didier Pironi se acidentou. A sua segunda e última vitória foi em 1983, no GP de San Marino em Imola, em um duelo muito emocionante com Riccardo Patrese da Brabham, que liderava e foi decidido faltando 7 voltas com Patrese não fazendo a curva Acque Minerale. Com isso, Tambay venceu a corrida, e com o número 27, que era o número do carro de Gilles Villeneuve, diante da torcida italiana. Ele foi substituído na equipe em 1984 pelo piloto italiano Michele Alboreto. Tambay foi para a Renault ficando até em 1985. Com o dissolvimento da equipe francesa que retornaria em 2002, Tambay fechou com a equipe Haas Lola em 1986. O piloto francês teve um acidente espetacular no GP de Mônaco. Na volta 67, na disputa da 8ª posição, Tambay vai tentar ultrapassar Martin Brundle da Tyrrell na descida da curva Mirabeau, mas o piloto inglês não facilitou. O carro de Tambay toca no de Brundle. O Lola-Ford nº 16 do piloto francês passa por cima do carro nº 3 do disputante fazendo um loopping completo indo bater na área de proteção da pista. O piloto saiu do cockpit ileso, apesar do pavor da batida. Patrick Tambay marcou apenas 2 pontos no campeonato com o 5º lugar no GP da Áustria em Österreichring. A sua última corrida na categoria foi o GP da Austrália em Adelaide, o encerramento do mundial.
Também competiu na Can-Am, onde conquistou o título da competição em 1977 e 1980. Em 1987, Tambay formou sua própria companhia de promoção de esportes na Suíça, mas desistiu dela em 1989 para retornar às corridas. Em 1989, ele pilotou uma Jaguar no Sports-Prototype World Championship e conseguiu o quarto lugar nas 24 Horas de Le Mans. Ele participou de corridas no deserto, terminando duas vezes entre os três melhores do Paris-Dakar. Além disso, ele também tem participado de corridas no gelo e na corrida de jet ski Tour de Corse.
Tambay participou, por um curto período, da equipe Larrousse, começando em 1994 com uma sociedade com o amigo e parceiro de negócios Michael Golay. No final da temporada de  1994, porém, a companhia Fast Group SA pertencente a Tambay e Golay encerrou sua parceria com a equipe.
Desde que aposentou-se das corridas, Tambay passara a exercer a atividade de comentarista da televisão francesa. Ele também foi vice-prefeito de Le Cannet, um subúrbio de Cannes.
Foi o padrinho do campeão mundial de Fórmula 1 de 1997 Jacques Villeneuve.
Tambay morreu em 4 de dezembro de 2022, aos 73 anos de idade.

### Resultados nas 24 Horas de Le Mans[3]
| Ano  | Equipe                                | Nº | Co-pilotos                        | Chassi                             | Pneus | Classe | Voltas | Posição | Posição na categoria |
| Ano  | Equipe                                | Nº | Co-pilotos                        | Motor                              | Pneus | Classe | Voltas | Posição | Posição na categoria |
| ---- | ------------------------------------- | -- | --------------------------------- | ---------------------------------- | ----- | ------ | ------ | ------- | -------------------- |
| 1976 | Renault Sport                         | 19 | Jean-Pierre Jabouille José Dolhem | Renault Alpine A442                | M     | S 3.0  | 135    | DNF     | DNF                  |
| 1976 | Renault Sport                         | 19 | Jean-Pierre Jabouille José Dolhem | Renault 2.0L Turbo V6              | M     | S 3.0  | 135    | DNF     | DNF                  |
| 1977 | Renault Sport                         | 7  | Jean-Pierre Jaussaud              | Renault Alpine A442                | M     | S +2.0 | 358    | DNF     | DNF                  |
| 1977 | Renault Sport                         | 7  | Jean-Pierre Jaussaud              | Renault 2.0L Turbo V6              | M     | S +2.0 | 358    | DNF     | DNF                  |
| 1981 | Oceanic Jean Rondeau                  | 26 | Henri Pescarolo                   | Rondeau M379                       | G     | S +2.0 | 41     | DNF     | DNF                  |
| 1981 | Oceanic Jean Rondeau                  | 26 | Henri Pescarolo                   | Porsche Type-935 2.6L Turbo Flat-6 | G     | S +2.0 | 41     | DNF     | DNF                  |
| 1989 | Silk Cut Jaguar Tom Walkinshaw Racing | 1  | Jan Lammers Andrew Gilbert-Scott  | Jaguar XJR-9LM                     | D     | C1     | 380    | 4       | 4                    |
| 1989 | Silk Cut Jaguar Tom Walkinshaw Racing | 1  | Jan Lammers Andrew Gilbert-Scott  | Jaguar 7.0L V12                    | D     | C1     | 380    | 4       | 4                    |

### Todos os resultados na Fórmula 1
(legenda) (Corrida em negrito indica pole position, corridas em itálico indica volta mais rápida)
| Ano  | Nome oficial da equipe     | Chassis         | Motor                 | 1         | 2         | 3         | 4         | 5         | 6         | 7         | 8         | 9         | 10        | 11        | 12        | 13        | 14        | 15        | 16       | 17        | Pontos | Posição  |
| ---- | -------------------------- | --------------- | --------------------- | --------- | --------- | --------- | --------- | --------- | --------- | --------- | --------- | --------- | --------- | --------- | --------- | --------- | --------- | --------- | -------- | --------- | ------ | -------- |
| 1977 | Theodore Racing Hong Kong  | Ensign N177     | Ford Cosworth DFV V8  |           |           |           |           |           |           |           |           | FRA NQ G  |           |           |           |           |           |           |          |           | 5      | 18º      |
| 1977 | Team Surtees               | Surtees TS19    | Ford Cosworth DFV V8  |           |           |           |           |           |           |           |           |           | GBR Ret G | ALE 6º G  | AUT Ret G | HOL 5º G  | ITA Ret G | USA NQ G  | CAN 5º G | JAP Ret G | 5      | 18º      |
| 1978 | Marlboro Team McLaren      | McLaren M26     | Ford Cosworth DFV V8  | ARG 6º G  | BRA Ret G | AFS Ret G | USW 12º G | MON 7º G  | BEL       | ESP Ret G | SUE 4º G  | FRA 9º G  | GBR 6º G  | ALE Ret G | AUT Ret G | HOL 9º G  | ITA 5º G  |           |          |           | 8      | 14º      |
| 1978 | Löwenbräu McLaren          | McLaren M26     | Ford Cosworth DFV V8  |           |           |           |           |           |           |           |           |           |           |           |           |           |           | USA 6º G  | CAN 8º G |           | 8      | 14º      |
| 1979 | Löwenbräu McLaren          | McLaren M28     | Ford Cosworth DFV V8  |           |           |           | USW Ret G |           |           |           |           |           |           |           |           |           |           |           |          |           | 0      | NC (23º) |
| 1979 | Marlboro Team McLaren      | McLaren M28     | Ford Cosworth DFV V8  | ARG Ret G |           | AFS 10º G |           | ESP 13º G |           | MON NQ G  | FRA 10º G | GBR 7º G  |           |           |           |           |           |           |          |           | 0      | NC (23º) |
| 1979 | Marlboro Team McLaren      | McLaren M26     | Ford Cosworth DFV V8  |           | BRA Ret G |           |           |           | BEL NQ G  |           |           |           |           |           |           |           |           |           |          |           | 0      | NC (23º) |
| 1979 | Marlboro Team McLaren      | McLaren M29     | Ford Cosworth DFV V8  |           |           |           |           |           |           |           |           |           | ALE Ret G | AUT 10º G | HOL Ret G | ITA Ret G | CAN Ret G | USA Ret G |          |           | 0      | NC (23º) |
| 1981 | Theodore Racing Team       | Theodore TY01   | Ford Cosworth DFV V8  | USW 6º M  | BRA 10º M | ARG Ret M | SMR 11º M | BEL NQ M  | MON 7º M  | ESP 13º M |           |           |           |           |           |           |           |           |          |           | 1      | 19º      |
| 1981 | Equipe Talbot Gitanes      | Ligier JS17     | Matra MS81 V12        |           |           |           |           |           |           |           | FRA Ret M | GBR Ret M | ALE Ret M | AUT Ret M | HOL Ret M | ITA Ret M | CAN Ret M | LVG Ret M |          |           | 1      | 19º      |
| 1982 | Scuderia Ferrari SpA SEFAC | Ferrari 126 C2  | Ferrari 021 V6 Turbo  |           |           |           |           |           |           |           |           | HOL 8º G  | GBR 3º G  | FRA 4º G  | ALE 1º G  | AUT 4º G  | SUI NP G  | ITA 2º G  | LVG NP G |           | 25     | 7º       |
| 1983 | Scuderia Ferrari SpA SEFAC | Ferrari 126 C2B | Ferrari 021 V6 Turbo  | BRA 5º G  | USW Ret G | FRA 4º G  | SMR 1º G  | MON 4º G  | BEL 2º G  | USE Ret G | CAN 3º G  |           |           |           |           |           |           |           |          |           | 40     | 4º       |
| 1983 | Scuderia Ferrari SpA SEFAC | Ferrari 126 C3  | Ferrari 021 V6 Turbo  |           |           |           |           |           |           |           |           | GBR 3º G  | ALE Ret G | AUT Ret G | HOL 2º G  | ITA 4º G  | EUR Ret G | AFS Ret G |          |           | 40     | 4º       |
| 1984 | Equipe Renault Elf         | Renault RE50    | Renault EF4 V6 Turbo  | BRA 5º M  | AFS Ret M | BEL 7º M  | SMR Ret M | FRA 2º M  | MON Ret M | CAN DNS M | USE Ret M | DAL Ret M | GBR 8º M  | ALE 5º M  | AUT Ret M | HOL 6º M  | ITA Ret M | EUR Ret M | POR 7º M |           | 11     | 11º      |
| 1985 | Equipe Renault Elf         | Renault RE60    | Renault EF4B V6 Turbo | BRA 5º G  | POR 3º G  | SMR 3º G  | MON Ret G | CAN 7º G  | EUA Ret G |           |           |           |           |           |           |           |           |           |          |           | 11     | 12º      |
| 1985 | Equipe Renault Elf         | Renault RE60B   | Renault EF4B V6 Turbo |           |           |           |           |           |           | FRA 6º G  | GBR Ret G | ALE Ret G | AUT 10º G | HOL Ret G | ITA 7º G  | BEL Ret G | EUR 12º G |           | AUS Ret  |           | 11     | 12º      |
| 1986 | Team Haas USA Ltd          | Lola THL1       | Hart 415T L4 Turbo    | BRA Ret G | ESP 8º G  |           |           |           |           |           |           |           |           |           |           |           |           |           |          |           | 2      | 15º      |
| 1986 | Team Haas USA Ltd          | Lola THL2       | Ford F1 TEC V6 Turbo  |           |           | SMR Ret G | MON Ret G | BEL Ret G | CAN NP G  | EUA       | FRA Ret G | GBR Ret G | ALE 8º G  | HUN 7º G  | AUT 5º G  | ITA Ret G | POR NC G  | MEX Ret G | AUS NC G |           | 2      | 15º      |